# Dasam Granth
El Dasam Granth (Gurmují : ਦਸਮ ਗ੍ਰੰਥ dasama gratha) es una colección de diversas composiciones poéticas atribuidas al Gurú Gobind Singh. El texto gozó de un estatus igual al del Adi Granth, o Sri Gurú Granth Sahib Ji, en los siglos XVII y XIX y fueron instalados uno al lado del otro en la misma plataforma. El Dasam Granth perdió popularidad durante el período colonial cuando los académicos reformistas del Movimiento Singh Sabha no pudieron contextualizar las reelaboraciones de historias puránicas o la vasta colección de 'Cuentos de engaño' de Sri Charitropakyan.
La edición estándar del texto contiene 1.428 páginas con 17.293 versos en 18 secciones. Estos se presentan en forma de himnos y poemas, principalmente en el idioma braj (hindi occidental antiguo), con algunas partes en avadhi, punjabi, hindi y persa. La escritura está escrita casi en su totalidad en Gurmují, a excepción de las cartas del Guru Gobind Singh a Aurangzeb (Zafarnama y el Hikaaitaan), escritas en alfabeto persa.
El Dasam Granth contiene himnos, de textos del hinduismo, que son un recuento de lo femenino en la forma de la diosa Durga, una autobiografía, una carta al emperador mogol Aurangzeb, así como una discusión reverencial sobre los guerreros. y teología. La escritura fue recitada en su totalidad entre los Nirmala Sikhs en la era contemporánea. Partes del mismo están contadas a partir de los Puranas hindúes, para beneficio del hombre común, que no tenía acceso a los textos hindúes de la época. Las composiciones del Dasam Granth incluyen Jaap Sahib, Tav-Prasad Savaiye y Kabiyo Baach Benti Chaupai que forman parte del Nitnem u oraciones diarias y también parte del Amrit Sanchar o ceremonia de iniciación de los Khalsa Sikhs.
Zafarnama y Hikayats en un estilo y formato diferente se le agregaron a mediados del siglo XVIII. Se dice que otros manuscritos incluyen Patna Birs y Mani Singh Vali bir, todos ellos originados entre mediados y finales del siglo XVIII. Uno de los manuscritos de Patna de 1698 d. C. incluye varios escritos apócrifos como Ugradanti y Bhagauti Astotar.

## Paternidad literaria
Aunque tradicionalmente se acepta que las composiciones de Dasam Granth fueron escritas por Guru Gobind Singh, ha habido dudas sobre la autenticidad de la totalidad de Dasam Granth desde el momento de la compilación. Hay tres puntos de vista principales sobre la autoría del Dasam Granth:
1. La visión tradicional es que toda la obra fue compuesta por el propio Guru Gobind Singh.
2. La colección completa fue compilada por los poetas del séquito del Gurú.
3. Sólo una parte de la obra fue compuesta por el Gurú, mientras que el resto fue compuesta por los demás poetas.

En su corte religiosa en Paonta Sahib y Anandpur, Guru Gobind Singh había empleado a 52 poetas, que tradujeron varios textos clásicos al Braj Bhasha. La mayor parte de los escritos compilados en Paonta Sahib se perdieron mientras el campamento del Gurú cruzaba el río Sirsa antes de la Batalla de Chamkaur en 1704. Había fotocopiadores disponibles en casa del Gurú que hicieron varias copias de los escritos, y es posible que también se hayan incluido otros escritos, lo que puede haber generado problemas de autenticidad. Existe la teoría de que más tarde, Bhai Mani Singh recopiló todas las obras disponibles bajo el título Dasam Granth.
Los eruditos tradicionalistas afirman que todas las obras de Dasam Granth fueron compuestas por el propio Gurú, a menudo sobre la base de una carta atribuida a Bhai Mani Singh. La veracidad de esta carta ha sido examinada por eruditos y considerada poco confiable. Syan (2013) señala: "Ni en el sijismo colonial ni en el poscolonial se ha resuelto satisfactoriamente la cuestión de la autoría de Dasam Granth. Sin embargo, lo que es pertinente es que la sociedad sij precolonial aceptó de todo corazón el Dasam Granth como obra del gurú Gobind Singh."

### Escritos históricos
Los siguientes son libros históricos posteriores a la desaparición de Guru Gobind Singh que mencionan que las composiciones del actual Dasam Granth fueron escritas por Guru Gobind Singh:
- Rehitnama Bhai Nand Lal mencionó que Jaap Sahib es un Bani importante para un sikh.[15]
- Rehitnama Chaupa Singh Chibber cita varias líneas de Bachitar Natak, 33 Swiayey, Chaupai Sahib, Jaap Sahib.[16]
- En 1711, Sri Gur Sobha fue escrito por el poeta Senapat y mencionó una conversación de Guru Gobind Singh y Akal Purakh, y escribió tres de sus Adhyay sobre la base de Bachitar Natak.[17]
- En 1741, Parchian Srvadas Kian citó líneas de Rama Avtar, 33 Swaiyey, y mencionó a Zafarnama con Hikayats.[18]
- en 1751, Gurbilas Patshahi 10 - Koyar Singh Kalal, mencionó a Guru Gobind Singh, compuso Bachitar Natak, Krisna Avtar, Bisan Avtar, Akal Ustat, Jaap Sahib, Zafarnama, Hikayats, etc. Esta es la primera gurú mencionada por Granth del Guru Granth Shahib.[19]
- En 1766, Kesar Singh Chibber en Bansavalinama escribe que Guru Gobind Singh ordenó que Guru Granth Sahib y Dasam Granth se mantuvieran separados.[20] Kesar Singh cita con frecuencia a Ugardanti, Bachitar Natak, Khalsa Mehima y muchas otras composiciones.[21]
- En 1766, Sri Guru Mahima Parkash - Sarup Chand Bhalla, mencionó varios Banis de Guru Gobind Singh y la compilación de Dasam Granth.
- En 1790, Guru Kian Sakhian – Svarup Singh Kashish, mencionó que Guru Gobind Singh compuso, Bachitar Natak, Krishna Avtar, Shastarnaam Mala, 33 Swaiyey, etc.
- En 1797, Gurbilas Patshahi 10 – Sukkha Singh, mencionó composiciones de Guru Gobind Singh.
- En 1812, JB Malcolm, en Sketch of Sikhs, mencionó al Dasam Granth como Bani de Guru Gobind Singh.

## Estructura
La edición impresa estándar del Dasam Granth, desde 1902, tiene 1.428 páginas.
La edición oficial estándar contiene 17.293 versos en 18 secciones. Estos se presentan en forma de himnos y poemas, principalmente en Braj Bhasha (hindi occidental antiguo), con algunas partes en avadhi, punjabi, idioma hindi e idioma persa. La escritura es casi en su totalidad escritura Gurmukhi, excepto la carta del gurú sij a Aurangzeb - Zafarnama, y el Hikayat en escritura persa.

### Contenido
El Dasam Granth tiene muchas secciones que cubren una amplia gama de temas:
| No. | Título Bani                | Nombre alternativo                                   | Escritura nativa                 | Descripción |
| --- | -------------------------- | ---------------------------------------------------- | -------------------------------- | --- |
| 1   | Jaap Sahib                 | Gobind Jaapji                                        | ਜਾਪੁ ਸਾਹਿਬ                           | Una oración de 199 versículos dedicada a un dios sin forma, atemporal y omnipresente. |
| 2   | Akal Ustat                 | Sri Akal Ji Ki Ustat                                 | ਅਕਾਲ ਉਸਤਤਿ                         | Un elogio del ser primigenio atemporal Akal Purakh (dios), explicando que este ser primigenio toma numerosas formas de dioses y diosas, enumerando con mayor frecuencia los nombres hindúes de estos, pero también incluye algunos epítetos musulmanes. Critica el énfasis excesivo en los rituales relacionados con la adoración devocional de dios. |
| 3   | Bachittar Natak            | Bachitra Natak                                       | ਬਚਿੱਤਰ ਨਾਟਕ                         | En parte una autobiografía que afirma que nació en el linaje Sodhi, remontándolo al linaje de Rama y Sita de Ramayana.; menciona que Gurú Nanak nació en el clan Bedi y cómo los siguientes ocho Gurús llegaron a liderar a los sijs; describe la persecución y ejecución de Gurú Tegh Bahadar llamándolo el defensor del dharma que protegió los hilos sagrados y los tilaks (marca en la frente de los hindúes devotos).; menciona su propio renacimiento en Patna después de que Dios le explicara que había enviado líderes religiosos a la tierra, en formas como Mahoma, pero que éstos se aferraban a sus propios intereses en lugar de promover la devoción al Dios verdadero; Nació para defender y difundir el dharma, y fue bendecido por dios para recordar sus nacimientos pasados; el Bachitra Natak critica a quienes se enorgullecen de sus rituales religiosos, menciona sus propias expediciones de caza, batallas y viajes por el Punjab y las estribaciones del Himalaya. Afirma que el autor estaba meditando en las estribaciones del Himalaya meditando sobre Mahakala y Kalaka antes de ser llamado a nacerLa obra completa consta de catorce capítulos, con una sección llamada Apni Katha ("mi historia"), que es un relato autobiográfico de la vida del décimo Gurú hasta el año 1696. El apelativo Bachitar Natak se aplica a veces de forma confusa sólo a esa sección específica en lugar de a la composición completa de catorce capítulos en la que Apni Katha constituye una única sección. A veces se denomina Bachitar Natak Granth a una gran parte del Dasam Granth, que contiene Chandi Charitars 1 y 2, Chaubis Avtar, Brahma Avtar y Rudra Avtar. La mayoría de los eruditos occidentales y sijs aceptan la obra como una composición genuina del décimo Gurú, incluso quienes se burlan del Dasam Granth. |
| 4   | Chandi Charitar Ukti Bilas | Chandi Charitar 1                                    | ਚੰਡੀ ਚਰਿਤ੍ਰ (ੳਕਤਿ ਬਿਲਾਸ)                | Una discusión de la diosa Hindu, Durga en forma de Chandi; en esta sección del Dasam Granth se indica que la misma está basada en el texto sánscrito Markandeya Purana; glorifica lo femenino con su lucha en la mítica guerra entre el bien y el mal, después de que los dioses hayan admitido su confusión y debilidad, anticipándose y derrotando así al mal que engaña y se transforma en diferentes formas. |
| 5   | Chandi Charitar II         | Chandi Charitar 2 Chandi Charitar Trambi Mahatam     | ਚੰਡੀ ਚਰਿਤ੍ਰ (ਭਾਗ ੨)                   | Un recuento de la historia de la diosa hindú Durga, de nuevo en la forma de Chandi; de nuevo glorifica lo femenino con ella luchando en la guerra entre el bien y el mal, y en esta sección ella mata al demonio-búfalo Mahisha, a todos sus asociados y partidarios poniendo así fin a la violencia demoníaca y a la guerra. La autoría es generalmente y tradicionalmente atribuida a Guru Gobind Singh. Esta composición fue escrita en lengua braj en Anandpur Sahib, Punjab. Consta de ocho cantos, contiene 262 coplas y cuartetas, en su mayoría empleando medidas Bhujang prayat y Rasaval, divididas en 8 capítulos. Esta obra fue compuesta en Anandpur Sahib, en algún momento antes de 1698 d. C., año en que se terminó el Bachitar Natak. Según Max Arthur Macauliffe, el idioma de esta composición no es el sánscrito original. Cree que fue escrita por bardos al servicio de Guru Gobind Singh y traducción de Durga Saptashati, pero no pudo determinar si contiene los principios del sijismo imbuidos en Chandi Charitras o el sabor del hinduismo. Se diferencia de Chandi Charitar Ukti Bilas en que no hace referencia a los capítulos del Markandeya Purana, pero sigue contando la misma historia. La obra contiene 262 versos en total. |
| 6   | Chandi Di Var              | Var Durga Ki                                         | ਚੰਡੀ ਦੀ ਵਾਰ                          | La balada de la diosa Hindu, Durga, en Punjabi; esta sección del Dasam Granth indica que está basada en el texto sánscrito Durga Saptasati; Los versos iniciales de esta composición, indica Robin Rinehart, han sido una petición o plegaria ardas recitada con frecuencia en la historia Sikh; |
| 7   | Gyan Prabodh               | Gyan Prabodh                                         | ਗਿਆਨ ਪ੍ਰਬੋਧ                         | El título de la sección significa "el Despertar del Conocimiento", y comienza con una alabanza a Dios; incluye una conversación entre el alma y Dios, entreteje muchas referencias a textos hindúes y como el Mahabharata; la sección resume aquellas parva de la epopeya hindú que tratan sobre la realeza y el dharma; el papel de los brahmanes y los varnas kshatriya. Esta composición contiene 336 versos en total. |
| 8   | Chaubis Avtar              | Vishnu Avtar                                         | ਚੌਬੀਸ ਅਵਤਾਰ                         | La sección Avatar de Chaubis (24 avatares) trata sobre los 24 avtar de Vishnu, que incluyen a Rama, Krishna y Buda. Está dividido en 24 secciones para cada uno de los 24 avatares. |
| 9   | Brahma Avtar               | Avatares de Brahma                                   | ਬ੍ਰਹਮਾ ਅਵਤਾਰ                        | Narrativa de las siete reencarnaciones de Brahma, quien ya había sido mencionado en la sección Chaubis Avatar |
| 10  | Rudra Avtar                | Avatares de Rudra (Shiva), Ath Rudra Avtar Kathan(n) | ਰੁਦਰ ਅਵਤਾਰ                         | Un poema que relata el Rudra (Shiva) y sus avatares, también ya mencionado en la sección Chaubis Avatar |
| 11  | Shabad Hazare Padishah     | Sabad Patshahi 10                                    | ਸ਼ਬਦ ਹਜ਼ਾਰੇ ਪਾਤਿਸ਼ਾਹੀ ੧੦                  | Mil himnos contiene en realidad nueve himnos, cada uno con una raga (melodía), con un contenido similar a la sección Avatar de Chaubis; el sexto está lleno de dolor y generalmente se entiende que fue compuesto por Guru Gobind Singh tras la pérdida de sus cuatro hijos en las guerras con el Imperio mogol.; this section is missing in some early manuscripts of Dasam Granth. |
| 12  | 33 Savaiye                 | 33 Savaiye                                           | ੩੩ ਸਵਈਏ                          | Treinta y tres versos que alaban a un dios; afirma el misterio de Dios que está más allá de lo que está en los Vedas y Puranas (hindú), más allá del Corán (musulmán) y de la famosa Biblia (cristiano). |
| 13  | Khalsa Mahima              | Alabanza de Khalsa                                   | ਖ਼ਾਲਸਾ ਮਹਿਮਾ                          | Un breve texto que explica porque las ofrendas a la diosa Naina Devi por el público son distribuidas a los soldados Khalsa en vez de a los sacerdotes Brahmanes. |
| 14  | Shastar Naam Mala          | Shastar Nam Mala Purana                              | ਸ਼ਸਤ੍ਰ ਨਾਮ ਮਾਲਾ (ਪੁਰਾਣ)                 | El título de la sección significa una "guirnalda de nombres de armas", y tiene 1.300 o 1.323 versos; enumera y exalta varias armas de violencia, declarándolas símbolos del poder de Dios, afirma Rinehart; incluye los nombres de las deidades hindúes y el arma que llevan en una o más de sus manos, y alaba su uso y virtudes; La lista incluye armas introducidas en el siglo XVII, como un rifle. |
| 15  | Sri Charitropakhyan        | Charitropakhyan, Pakhyan Charitra, Tria Charitra     | ਪਖ੍ਯਾਨ ਚਰਿਤ੍ਰ, ਸ਼੍ਰੀ ਚਰਿਤ੍ਰੋਪਾਖ੍ਯਾਨ, ਤ੍ਰਿਯਾ ਚਰਿਤ੍ਰ | La parte más extensa y controvertida del Dasam Granth incluye 405 características de personajes y esbozos de comportamiento;se trata en gran parte de personajes de mujeres lujuriosas que buscan relaciones sexuales extramatrimoniales y seducen a hombres para tener aventuras amorosas sin que sus maridos lo sepan; los personajes se deleitan en el juego, el opio y el licor; estas historias terminan ilustrando las debilidades humanas con una descripción gráfica del comportamiento sexual, o bien ilustran un comportamiento noble en el que el objetivo de la seducción se niega y afirma que "no puede ser un dharmaraja si es infiel a su esposa"; el charitra final (número 405) describe a los mogoles y a los pathan como descendientes de demonios, detalla muchas batallas entre dioses y demonios, que terminan con la victoria de los dioses; el Benti Chaupai que se encuentra en este último "charitra" es a veces separado de su contexto por los sijs y utilizado o interpretado de otras maneras; Muchos comentaristas sijs han cuestionado la autoría del Dasam Granth en gran parte debido a esta sección, mientras que otros afirman que el texto debe contemplarse desde la perspectiva del traumático periodo de la historia sij cuando Guru Gobind Singh y sus discípulos soldados luchaban contra el Imperio mogol y esta sección podría haber sido útil para la edificación moral de los soldados en el frente de guerra contra el vicio. |
| 16  | Chaupai Sahib              | Kabiyo Baach Benti, Benti Chaupai                    | ਕਬਿਯੋਬਾਚ ਬੇਨਤੀ ਚੌਪਈ, ਚੌਪਈ ਸਾਹਿਬ           | La reflección del poeta sobre el Charitar 405. Una parte del último charitra de la sección del Charitropakhyan. |
| 17  | Zafarnama                  | Epístola de victoria                                 | ਜ਼ਫ਼ਰਨਾਮਾ                            | Una carta escrita en 1706 por Guru Gobind Singh al emperador Aurangzeb en lengua persa; en ella se reprende al emperador mogol por prometer un pasaje seguro a su familia, pero luego incumplir esa promesa, atacando y matando a los miembros de su familia; en ella Guru Gobind Singh habla de que si el Santo Profeta hubiera estado en Chamkaur en persona, Aurangzeb no habría mentido. |
| 18  | Hikayats                   | Hikaitan                                             | ਹਿਕਾਇਤਾਂ                             | Generalmente agrupados con la sección Zafarnama, se trata de doce cuentos no relacionados con Zafarnama pero probablemente vinculados porque algunas versiones los tienen en lengua persa; el contenido de esta sección es más cercano en forma y enfoque a la sección Charitropakhyan anterior; |

### Ugardanti
Ugardanti (en punyabí: ਉਗ੍ਰਦੰਤੀ , pronunciación: [ ʊɡɾd̪aɛt̪iː]) es una composición poética que se dice fue escrita por Gurú Gobind Singh, después de la creación del Khalsa Panth en Anandpur Sahib. La composición está presente en Dasam Granth Bir Patna Sahib. El bani contiene información sobre la creación del Khalsa Panth, el código de vestimenta de los sijs, y está estrictamente en contra del ritualismo.
Etimológicamente, Ugardanti es un término femenino formado por dos palabras, Ugar significa Feroz y Danti significa Diente. Uno que tiene un diente feroz se llama Ugardanti. Guru Gobind Singh Ji invoca a Adi Shakti en la forma del Ugardanti de dientes feroces, escribiendo varios atributos de Ugardanti y pidiendo bendiciones y protección para la prosperidad del nuevo Panth que está libre de hipocresía, ritualismo, castas, adoración humana y adora solo a Uno. Dios no dual.
En Bansavalinama Dasan Patshahian ka (1769), el autor Kesar Singh Chibbar explica y cita algunos pasajes de Ugardanti de Guru Gobind Singh.
En Hum Hindu Nahi (1898), el autor Bhai Kahn Singh Nabha, creía que Ugardanti Bani no fue escrito por Guru Gobind Singh sino por Bhai Sukha Singh, un sacerdote de Patna. Sin embargo, las obras de Sukha Singh surgieron después del Bansavalinama de Kesar Singh Chibbar.
Los sijs Nihang y Namdhari creen que fue escrito por Guru Gobind Singh y es parte de su liturgia diaria. Fue y es leído para inspirar a los guerreros a defender la verdad y la justicia frente a la tiranía y la opresión. La Composición se divide en seis versos llamados Chhands en los que las sílabas y el ritmo se organizan en un patrón controlado con precisión. El tipo de Chhandd utilizado es Bhagvati Chhand.

### Tav Prasad Savaiye
Tav-Prasad Savaiye (en punyabí: ਤ੍ਵਪ੍ਰਸਾਦਿ ਸ੍ਵਯੇ , pronunciación: [t̪ʋᵊəpɾʱəsäːd̪ sʋⁱ˸je ], iluminado. 'exclusively you, in war song meter') es una breve composición de 10 estrofas que forma parte de la liturgia diaria entre los sijs (Nitnem). Fue escrito por Gurú Gobind Singh y es parte de su composición Akal Ustat (La alabanza de Dios). Esta es una composición importante que se lee durante Amrit Sanchar. Este Bani aparece en el Dasam Granth en las páginas 13 a 15, a partir de la estrofa 21 de Akal Ustat.
Tavprasad significa con tu gracia. Esta composición rechaza firmemente la idolatría, las peregrinaciones, el culto a los ancestros, los samadhis de los yoguis y otras creencias rituales del hinduismo, del jainismo y del Islam por considerarlas inútiles para alcanzar a Dios si se realizan sin el amor de Dios y toda su creación. Se incluye en Nitnem, las oraciones matutinas diarias de los sikhs, y se recita después de completar Jaap Sahib. Comienza con Sravag Sudh Samuh Sidhan Ke y continúa hasta Koor Kriya Urjheo Sab Hi Jag . Entre muchas citas famosas de Tav-Prasad Savaiye, "Jin Prem Kiyo Tin Hi Prabhu Paayo" es ampliamente citada por diferentes eruditos de diferentes religiones. En Diálogos sobre responsabilidad universal y educación, el Dalai Lama lo citó mientras daba lecciones sobre el amor.
Tav-Prasad Savaiye es una parte muy importante del Nitnem. Entre otras cosas, Nitnem funciona como escudo para Khalsa (Khalsa es un ser humano perfecto, que es la visión del Guru Gobind Singh por orden de Akal Purkh. Un humano así es perfectamente capaz de defenderse a sí mismo y a los demás de los ataques del enemigo. (tanto espiritual como temporal)). Específicamente Savaiye actúa como un escudo contra los ataques del Orgullo, la Ignorancia, el Odio, la Hipocresía y los Delirios.

## Papel en la liturgia sij, acceso
Las composiciones de Dasam Granth juegan un papel muy importante en la liturgia sij, prescrita por Sikh Rehat Maryada:
- Jaap Sahib es parte de Nitnem, que Sikh recita diariamente por la mañana.[48][49]
- Tav-Prasad Savaiye, nuevamente un bani de Nitnem, es parte de la composición de Akal Ustat, que se recita diariamente por la mañana junto con lo anterior.[48]
- Benti Chaupai, es parte de Sri Charitropakhyan, que se recita tanto en las oraciones de la mañana como en las de la tarde.[49]
- Se leen Jaap, Tav Prasad Savaiye y Chaupai mientras se prepara Khande Batey Ki Pahul para la iniciación de Khalsa.[9]
- La primera estrofa de los sikh ardās es de Chandi di Var.[9]
- Según Sikh Rehat Maryada, una estrofa de Chaubis Avtar, "pae gahe jab te tumre", debería estar incluida en So Dar Rehras.[50]

En la tradición Nihang, considerada herética por los Khalsa Sikhs, el Dasam Granth recibe el mismo estatus bíblico que el Adi Granth (primer volumen). Chandi di Var es también una oración importante entre Nihang y Namdhari Sikhs.[cita requerida]
A excepción de las porciones litúrgicas y algunos versos cuidadosamente seleccionados del Dasam Granth que se comparten y utilizan ampliamente, pocos sijs han leído el Dasam Granth completo o conocen su contenido. La mayoría no tiene acceso a él en su totalidad, ya que las versiones genéricas impresas o traducidas no incluyen todas sus secciones y versículos. En su historia, todo el texto estuvo en posesión activa de los soldados de Khalsa.

## Manuscritos

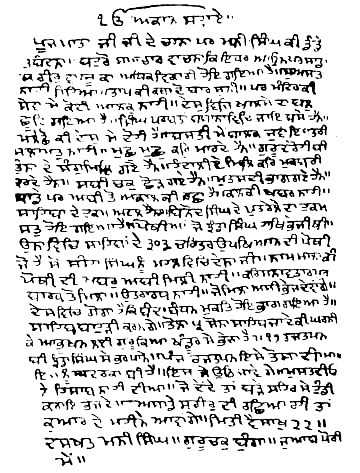
Aclamada carta de Bhai Mani Singh sobre la compilación de varios banis de Dasam Granth

El manuscrito más antiguo de Dasam Granth es probablemente el Anandpuri Hazuri Bir (No debe confundirse con el Anandpuri Marco Adi Granth). Está fechado en 1698 d. C. Definitivamente se agregaron algunas páginas en folio más tarde (Zafarnama y Hikayats), porque fueron compuestas después de 1700 (alrededor de 1705 d. C.), tienen un estilo y formato diferentes y carecen de los números de folio presentes en todas las páginas en otros lugares. Es posible que estas cartas de Guru Gobind Singh se hayan agregado a principios del siglo XVIII. Según otra opinión, el manuscrito más antiguo que se conserva del texto completo data de 1713 d. C. (Manuscrito Bhai Mani Singh), y las primeras versiones manuscritas tienen variaciones menores con los escritos apócrifos.

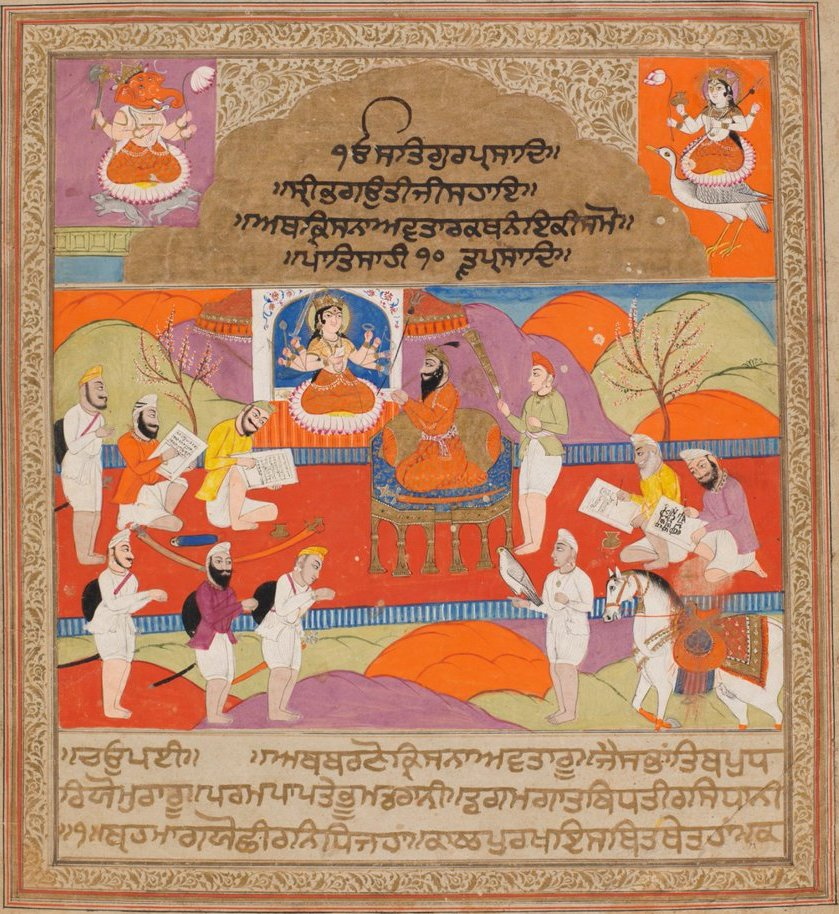
Guru Gobind Singh con la Diosa Bhagwati

Otros documentos importantes son dos manuscritos de Patna, ambos del año 1698 d. C. descubiertos en Bihar, y el Mani Singh Vali Bir (1713 d. C.) en Nueva Delhi. El Mani Singh Bir es una recopilación combinada del Adi Granth y el Dasam Granth. Contiene el Zafarnama y Hikayats escritos en la caligrafía persoárabe Nastaliq.
Los manuscritos iniciales de Anandpuri, Patna y Mani Singh contienen escritos que generan controversia en la época actual, así como secciones como Ugradanti y Sri Bhagauti Astotra que fueron excluidas del Dasam Granth codificado en el siglo XX por el Comité Sodhak. También hay un manuscrito del Dasam Granth atribuido a Bhai Daya Singh con muchos escritos apócrifos, así como el manuscrito del Misal Iluminado de Patna de 1765 de Jammu.
De acuerdo con la indóloga Wendy Doniger, varios sikhs ortodoxos atribuyen la creación y recopilación del manuscrito más antiguo del Dasam Granth directamente al Guru Gobind Singh. Sin embargo, otros sikhs y algunos eruditos sostienen que el texto fue escrito y compilado en parte por él y en parte por numerosos poetas que formaban parte de su corte en Anandpur.
Antes de 1902, había numerosas porciones incompletas de manuscritos de Dasam Granth en circulación dentro de la comunidad sij junto con las versiones principales completas, pero algo variantes, como los birs de Anandpuri y Patna. En 1885, durante el Movimiento Singh Sabha, los sijs fundaron una organización llamada Gurmat Granth Pracharak Sabha para estudiar la literatura sij. Esta organización, a petición de Amritsar Singh Sabha, estableció el Comité Sodhak en 1897. Los miembros de este comité estudiaron 32 manuscritos de Dasam Granth de diferentes partes del subcontinente indio. El comité eliminó algunos himnos encontrados en los diferentes manuscritos antiguos del texto, fusionó los demás y creó así una versión de 1.428 páginas llamada a partir de entonces edición estándar del Dasam Granth. La edición estándar se publicó por primera vez en 1902. Es esta versión la que se ha distribuido predominantemente a académicos y estudiado dentro y fuera de la India. Sin embargo, el prestigio de Dasam Granth estaba bien establecido en la comunidad sij durante el Imperio sij, como señaló en 1812 el erudito de la era colonial Malcolm. Según Robin Rinehart, un estudioso del sijismo y la literatura sij, las copias modernas del Dasam Granth en punjabi y sus traducciones al inglés a menudo no incluyen el texto completo de la edición estándar y tampoco siguen el mismo orden.

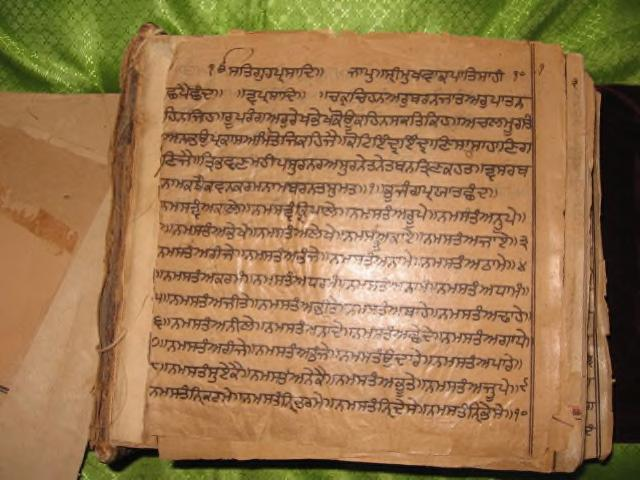
Folio inicial de un manuscrito de Dasam Granth escrito por Baba Deep Singh
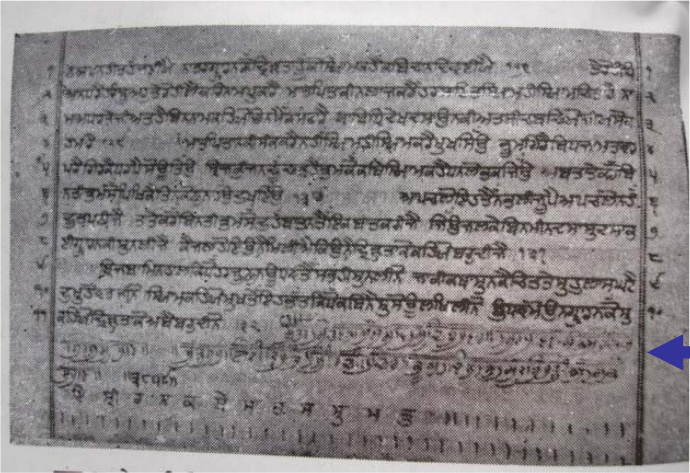
Una corrección escrita por Guru Gobind Singh del 'Anandpuri Hazuri Bir' (manuscrito) del Dasam Granth de 1698 dC
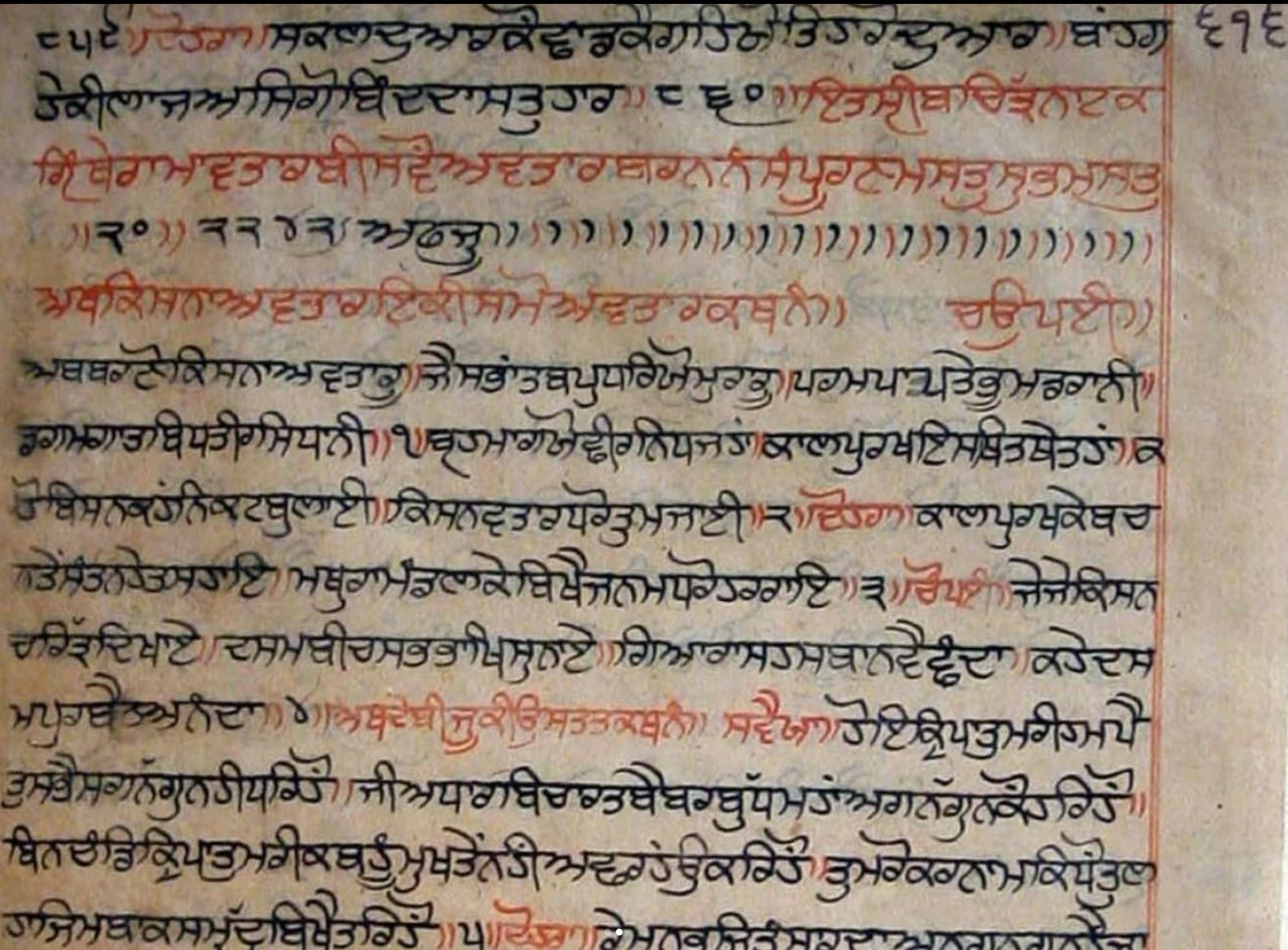
Página del manuscrito Adi-Dasam combinado de Bhai Mani Singh escrito en 1713 dC
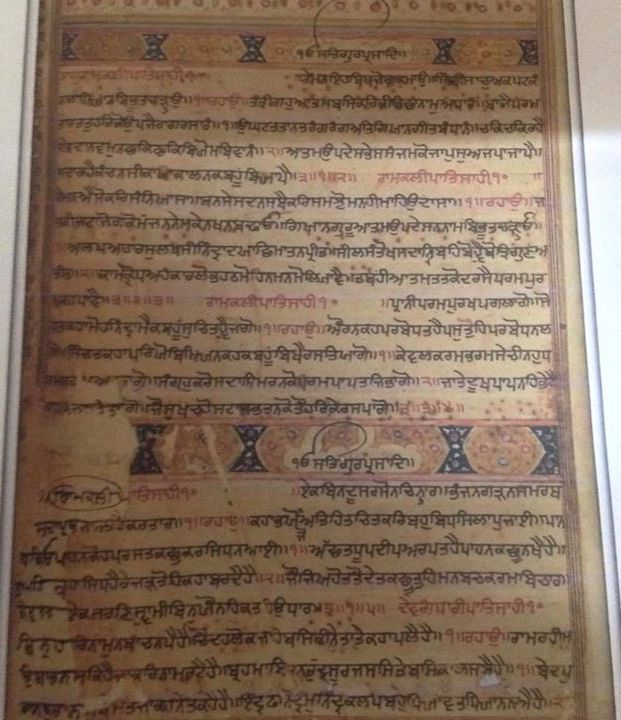
Página decorada del Dasam Granth de un manuscrito de Patna
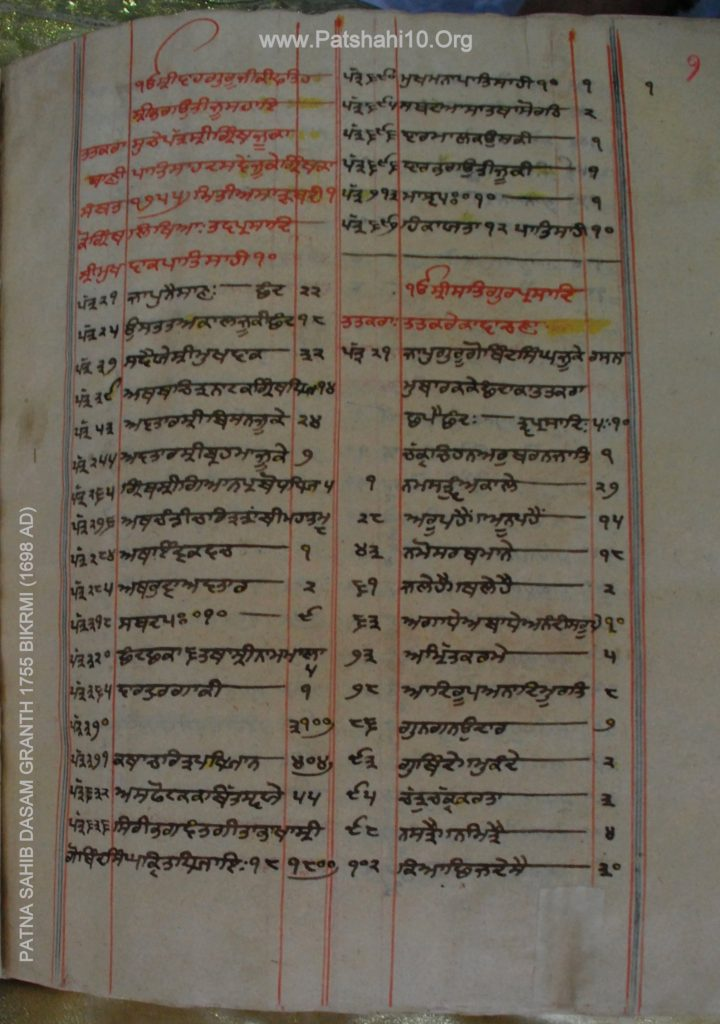
Otro manuscrito de Patna del Dasam Granth escrito en 1698 dC
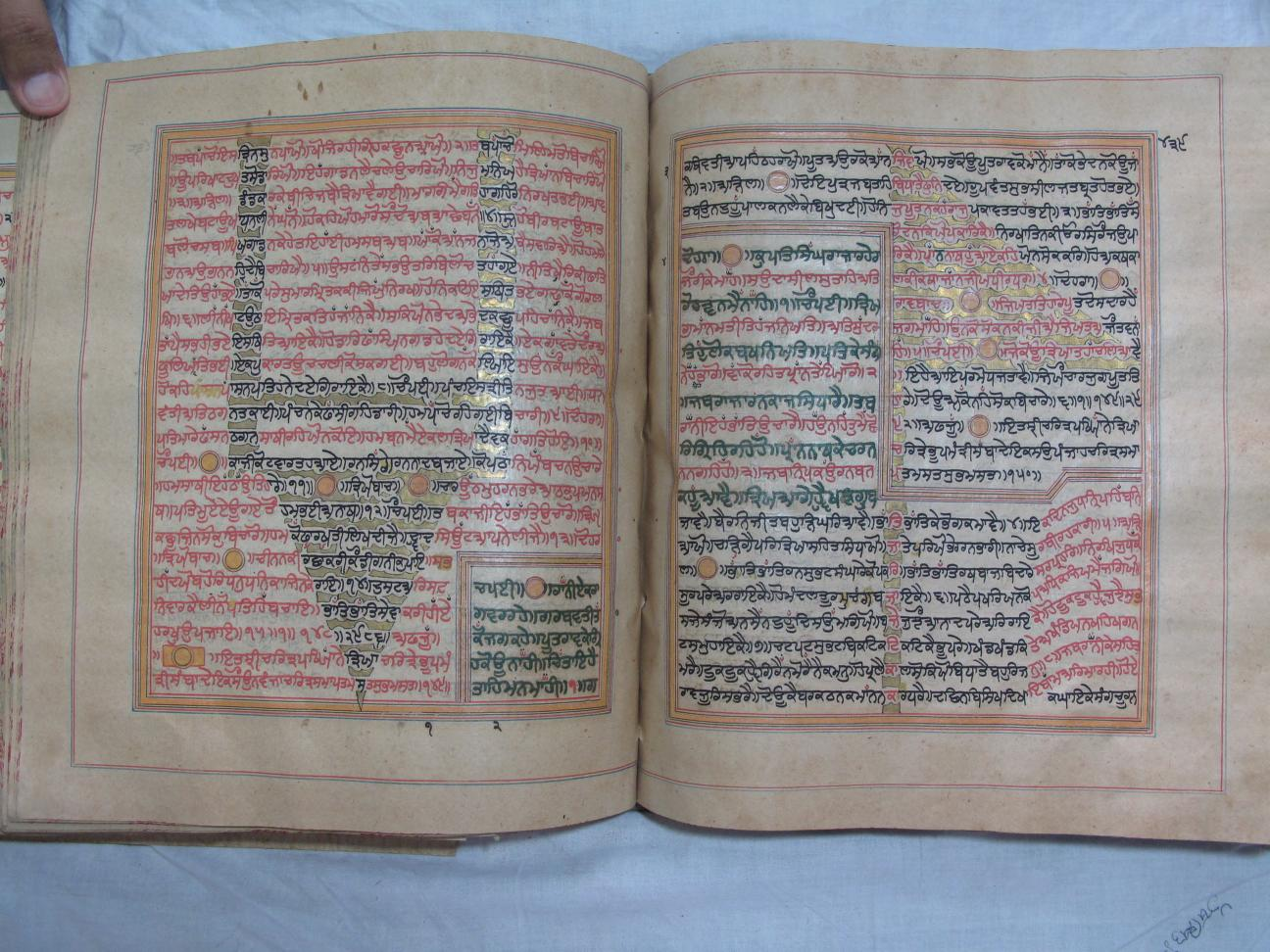
Folio Charitropakhyan iluminado del manuscrito Patna Missal Dasam Granth de 1765 dC
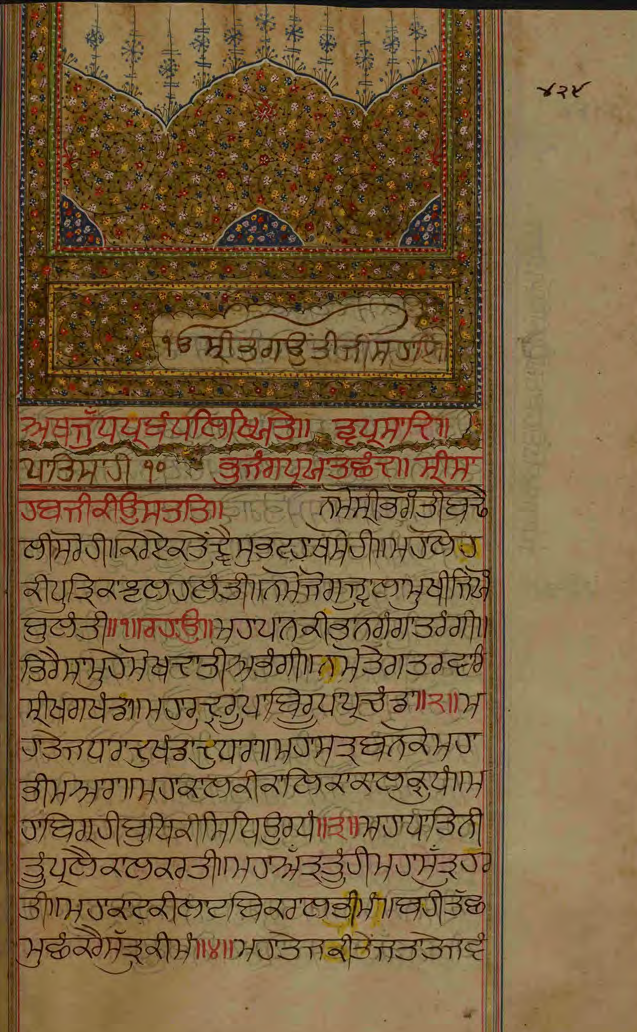
Folio de la composición apócrifa "Bhagauti Astotar" en el "Aurangabadi Dasam Granth Bir" atribuida a Bhai Daya Singh

## Otras recopilaciones

### Das Granthi
Das Granthi (ਦਸ ਗ੍ਰੰਥੀ) es un pequeño folleto religioso que contiene sólo unas pocas composiciones seleccionadas de Dasam Granth. Das significa Diez y Granthi significa folleto. Significa Folleto del décimo gurú del sijismo. Este folleto fue creado para principiantes y lectores laicos para leer estas composiciones en la liturgia diaria para una comprensión adecuada.
No existe una estandarización de este folleto y varias sectas del sijismo tienen sus propias versiones. El Comité Shiromani Gurdwara Parbandhak contiene ocho textos, a saber, Jaap, Bachitra Natak, Chandi Charitra I, Shabad Hazare Patshahi 10, Akal Ustati, Chandi Charitra 2, Gian Prabodh y Chandi di Var.

## Escritos apócrifos de Dasam Granth
Hay una gran cantidad de escritos atribuidos al Guru Gobind Singh que no están en el Dasam Granth estandarizado. Estos escritos selectos se encuentran a veces en ciertos manuscritos antiguos. Estos incluyen, entre otros:
- Dasam Granth de 1700 con espacio faltante después del 324º Charitar Asfottak Kabitt
- Sahansar Sukhmana
- Gita de Gobind
- Rubia P. 10
- Uggardanti
- Raag Sorath P.10 (Rajput Ghode)
- Raag Asa P. 10
- fatehnama
- Indra Kavach
- Malkaus Ki Vaar
- Lakhi Jungle Khalsa (Shabad)
- Ras Mandal
- Brahm Kavach
- Var Bhagat Bhagauti

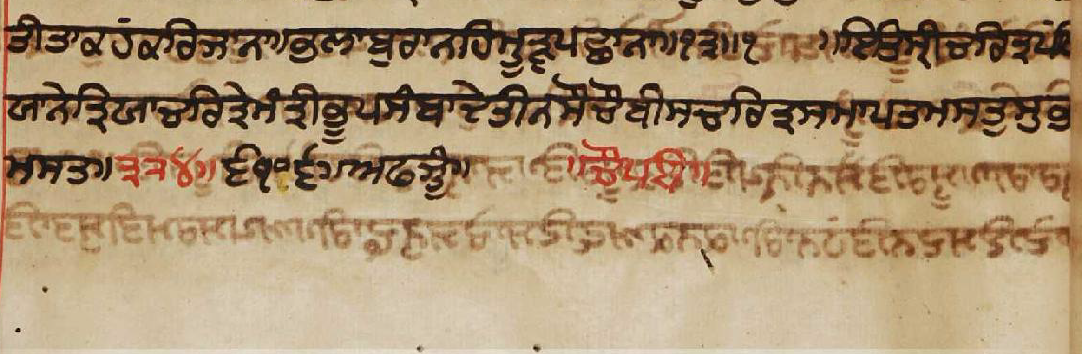
Dasam Granth de 1700 con espacio faltante después del 324º Charitar

- 34º Savaiya (pareja adicional para el 33º Savaiye)
- 325.o Charitar (desaparecido en una gran cantidad de manuscritos de Dasam Granth)
- Sri Kal Astotar
- Sikhi Rehit/Nishan E Sikhi
- Hikayat adicional encontrado en Bhai Mani Singh Bir (1713 d. C.)

### Relacionado con Dasam Granth
- Sitio web de Dasam Granth
- Debatiendo sobre el Dasam Granth, Christopher Shackle (2012)
- Enmarcando el debate sobre Dasam Granth: arrojar al bebé con el agua del baño, Pashaura Singh (2015)
- Presencia y ausencia: construcciones de género en la exégesis de Dasam Granth, Robin Rinehart (2019)
- Lea Ugardanti y traducción en línea
- Sri Dasam Granth Sahib: Preguntas y respuestas: El libro sobre Sri Dasam Granth Sahib
- Tav Prasad Savaiye Bani En punjabí
- Tav Prasad Savaiye Bani En hindi

- Exégesis sobre Bachitar Natak en dasamgranth.in
- Manuscritos de Dasam Granth
- hemkunt
- Análisis de Bichitra Natak

- Datos: Q2413657
- Multimedia: Dasam Granth / Q2413657